# Corso dei Tintori
Il corso dei Tintori (generalmente chiamato corso Tintori) è una strada del centro storico di Firenze, che va dalla Biblioteca Nazionale Centrale (piazza dei Cavalleggeri) a via de' Benci.

## Storia
La strada si era formata, nella città dell'XI-XII secolo, appena fuori dalla Porta ai Buoi nella prima cerchia dell'era comunale, del 1172, porta così chiamata poiché all'esterno di essa si teneva regolarmente un mercato del bestiame. Alla fine del XIII secolo ed entro l'inizio del XIV la zona fu inglobata nelle mura di Arnolfo e fu in prevalenza destinata, per la sua vicinanza all'Arno, a tutta quella serie di lavorazioni poco nobili, che necessitavano di un costante afflusso d'acqua.

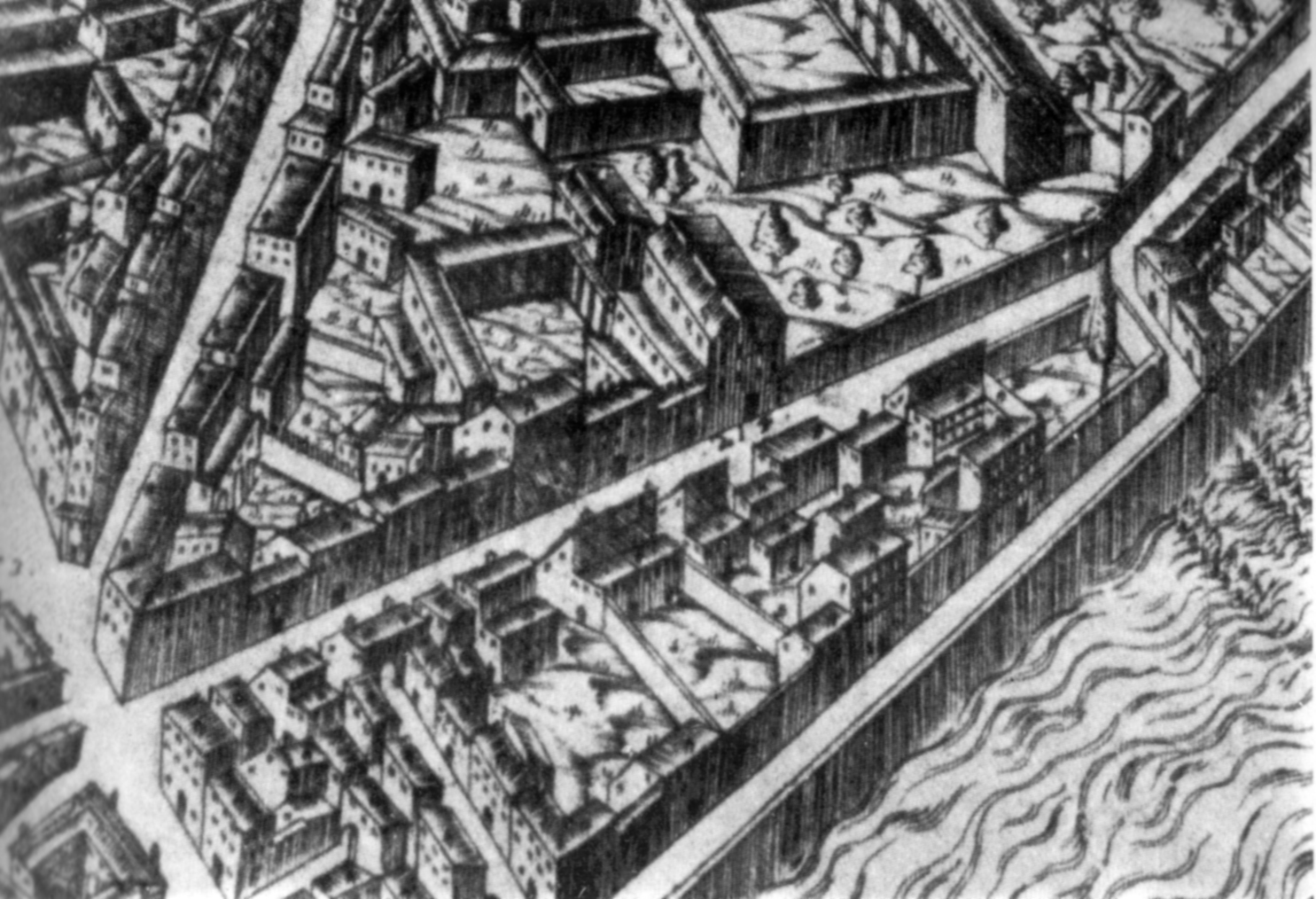
Corso Tintori nella pianta di Stefano Buonsignori (1594), con la chiesa di Sant'Onofrio

In particolare su questa sponda si concentravano, fino alle mura, gli opifici dei tintori, coloro cioè che coloravano i tessuti (soprattutto lana e seta), che poi venivano esportati a caro prezzo. La tintura necessitava di ammoniaca per il fissaggio dei colori e questa era ottenuta esclusivamente dall'urina, rendendo le tintorie particolarmente maleodoranti e sgradevoli. Inoltre richiedeva molta acqua per le operazioni di lavaggio e risciacquo. Il loro mestiere era indispensabile alle potenti corporazioni dell'Arte della Lana e della Seta, per questo riuscirono ad ottenere la concessione di uno stemma proprio e di una sede per le adunanze dell'Arte dei Tintori, con ospedale e oratorio dedicato a sant'Onofrio, in questa strada, dove poi sorse la Biblioteca nazionale centrale. La prima notizia di questa istituzione risale al 1280.
Se lo "spedale" era dedicato alle tipiche malattie professionali dei tintori (quali dermatiti, congiuntiviti e artrosi), oltre a ospitare i membri troppo inabili al lavoro per anzianità o infortunio, esso era riservato agli uomini. Per le donne i Tintori acquistatrono poi nel 1339, nell'attuale via delle Casine, un terreno dove fecero erigere complesso di edifici che ospitavano l'Università dei Tintori, lo spedale di Sant'Onofrio per le donne, una nuova chiesa e ampi orti.
Scavi archeologici hanno rinvenuto in questa zona tra il corso e la piazza dei Cavalleggeri tracce di vasche di tintura, canali di scolo e forni. Prima della costruzione del lungarno delle Grazie infatti la zona era solcata da prese d'acqua, volte, cateratte, gore e canaletti, in cui l'acqua, macchiata delle più varie tinte e spesso maleodorante, veniva rimandata verso l'Arno nella totale assenza di fognature.
Inizialmente la strada si chiamò "Borgo dei Tintori", quali i tipici agglomerati di case lungo le direttrici uscenti dalle porte cittadine. Cambiò nome in "corso" quando vi si iniziò dal 1331 ad organizzare, ogni 12 giugno festa di sant'Onofrio anacoreta, il "palio bianco", in cui gareggiavano i cavalli, gli asini e i muli utilizzati quotidianamente dal tintori per trasportare le balle dei tessuti. Il palio di Sant'Onofrio, che andava dal Canto degli Alberti (angolo via de' Benci) alla torre della Zecca, non era importante come la corsa dei barberi, ma era, fra quelli secondari, uno dei più seguiti.
Con la perdita di importanza delle attività manifatturiere, dal XVI secolo iniziarono a chiudere le botteghe e la zona fu "risanata" col suggello della costruzione di nuovi grandi palazzi: le attività più sgradevoli vennero confinate nelle zone più periferiche entro le mura.

### Residenti celebri
Nel primo Cinquecento, fino al 1523, visse in questa strada il Rosso Fiorentino, che qui studiò il cartone dell'Assunzione di Maria nel chiostrino dei Voti della Santissima Annunziata. La sua casa confinava con gli orti di Santa Croce e oggi non esiste più da quando venne realizzata la Biblioteca nazionale centrale. Vasari raccontò un aneddoto sull'artista, che possedeva una scimmia, un "bertuccione", ammaestrato a calarsi lungo una pergola fino ad arrivare a rubare l'uva dei frati. Quando un guardiano scoprì il ladrocinio seguì l'animale e vistolo sulla pergola la scosse "con tal forza, che fece uscire dalle buche le pertiche e le canne, onde la pergola e il bertuccione ruinarono addosso al frate".
In Corso Tintori ebbe la prima residenza fiorentina il giovane Gabriele D'Annunzio, in cui soggiornava durante i congedi dal Collegio Cicognini di Prato, presso una donna che lui chiamò "fanciulla Malinconia". La zona e il tabernacolo nella volta dei Tintori furono descritti nell'opera Le faville del maglio. Anche Vasco Pratolini ambientò in questa strada alcune parti del suo Metello (1952).
La strada terminava al Canto degli Alberti, tra palazzo Corsi-Horne, già Alberti, ricordati da uno stemma vicino alla cantonata, e palazzo Mancini. Qui si riuniva nel XVI secolo la Potenza del Signore dei Tintori, una delle potenze festeggianti fiorentine, la quale aveva come stemma un paiolo col fuoco acceso sotto in campo bianco, ovvero il "vagello", usato appunto nel processo della tintura di alcuni particolari colori.

## Descrizione
La via corre da piazza dei Cavalleggeri a via de' Benci. Lungo il tracciato si innestano la volta dei Tintori e via Antonio Magliabechi.
Attualmente la via, che continua a mantenere carattere essenzialmente residenziale nonostante la presenza di varie attività commerciali e uffici, è interessata da un notevole traffico sia automobilistico (nonostante si apra con una porta a controllo telematico di accesso alla Z.T.L.) sia pedonale, visto che rappresenta uno degli accessi privilegiati al centro storico per chi proviene dalla zona di Firenze sud o dall'area di parcheggio degli autobus turistici presente sui lungarni.

### Edifici
| Immagine | N°    | Nome                         | Descrizione |
| -------- | ----- | ---------------------------- | --- |
|          | 3     | Palazzo Guasconi             | Il palazzo (che Emilio Bacciotti dice fondato su una casa di proprietà dell'umanista Cristoforo Landino) è a lungo appartenuto alla famiglia Guasconi, nota per le innumerevoli cariche pubbliche rivestite nel governo della città. Nel suo momento di massima espansione guardava in direzione dell'attuale piazza dei Cavalleggeri con un ulteriore volume segnato da una loggia, distrutta nel 1909 per far spazio alle sistemazioni dell'area legate all'erezione della Biblioteca Nazionale: i restauri, condotti successivamente all'alluvione del 1966, hanno riportato alla luce le cinque colonne inglobate nella muratura che oggi determina il nuovo fronte. |
|          | 4     | Palazzo Doni                 | Il palazzo risulta edificato nella sua originaria configurazione negli ultimi anni del Quattrocento, in occasione delle nozze di Agnolo Doni con Maddalena Strozzi, fatto che ricollega l'edificio ad alcune tra le più importanti memorie fiorentine del primo Cinquecento: come dichiara una lapide nell'androne posta da Mario Foresi nel 1875 in occasione degli interventi da lui promossi sull'immobile, qui sarebbe stato ospitato Raffaello Sanzio proprio al fine di eseguire il duplice ritratto degli sposi, oggi esposto nella Galleria Palatina. Ugualmente per questa casa sarebbe stato realizzato da Michelangelo il tondo con la Sacra Famiglia, noto come Tondo Doni, esposto alla Galleria degli Uffizi. Ai primi dell'Ottocento il palazzo passò ai banchieri Fenzi che, nel gusto del tempo, lo arricchirono di decorazioni pittoriche e caminetti in marmo in stile neoclassico. Fu poi, come accennato, dello scrittore e giornalista elbano Raffaello Foresi che, oltre a "restaurarlo", appose varie memorie nell'androne (se ne veda la trascrizione nel repertorio di Bargellini e Guarnieri). Durante le demolizioni resesi necessarie per l'erezione della Biblioteca Nazionale il palazzo fu sensibilmente ridotto dal lato del cantiere, trasformando quello che era il cortile interno nello slargo chiuso da una cancellata oggi prospiciente su via Magliabechi. |
|          | 6     | Palazzo Corsini ai Tintori   | L'edificio fu eretto dai Corsini nel 1867 su progetto dell'architetto Vincenzo Micheli, sfruttando un'area già segnata da alcune case di proprietà della famiglia e, come documenta la carta del Buonsignori, dalla chiesa di Sant'Onofrio, protettore di quei tintori che si concentravano in questa strada con i loro opifici. Fin dall'inizio il grande palazzo fu destinato ad essere affittato in modo da rispondere alla necessità di nuove abitazioni di pregio in città, resasi pressante a seguito della crescita demografica legata agli anni di Firenze Capitale (1865-1871). |
|          | 7     | Palazzo Jennings Riccioli    | Il palazzo si presenta in forme ben diverse dalle originarie, in questo caso ottocentesche, a unificare diverse case fino a determinare un prospetto di notevole estensione, organizzato su cinque assi per una elevazione di quattro piani più un mezzanino. Già di proprietà dell'antica famiglia Guasconi, come l'edificio confinante che prospetta su piazza dei Cavalleggieri, è noto per essere stato tra Ottocento e Novecento rinomata pensione. |
|          | 13    | Palazzina Brogi              | L'edificio prospetta anche sul Lungarno delle Grazie, dove meglio si apprezza l'elegante palazzina del fotografo Giacomo Brogi che qui ebbe i propri studi. |
|          | 19-21 | Palazzo Bombicci Pontelli    | Possesso agli inizi del Quattrocento dei Caffarelli, il palazzo passò attorno al 1479 ai Pasini (che già possedevano altre case contigue), poi ai Guiducci, ai della Fonte (1521) e, per via ereditaria, nel 1570, ai Della Rena, importante famiglia oriunda dalla Val di Sieve, che fece eseguire significativi interventi di rinnovamento degli interni, con decorazioni e pitture. Passato ai Pucci fu poi acquistato dai Pomi che, per via ereditaria, lo trasmisero nel 1815 ai Bombicci. Il conte Cesare Bombicci Pontelli, in particolare, tra la fine dell'Ottocento e i primi del secolo successivo, lo migliorò sia accogliendo nei suoi interni numerose opere d'arte e facendo affrescare alcune parti dal pittore Niccolò Barducci, sia riportando alla luce alcune parti dell'antica costruzione medievale. Tra le testimonianze antiche Guido Carocci (nel suo Illustratore fiorentino dell'anno 1906) segnalava la presenza all'interno di una saletta decorata a parato di vaio, come tipico degli interni delle case fiorentine tra Trecento e primi del Quattrocento. |
|          | 23-25 | Palazzo Ricasoli Scroffa     | Già dei Doni e quindi dei Biliotti, l'edificio è per lo più ricordato nella letteratura come palazzo Cambray Digny, essendo stato acquistato dall'architetto Luigi de Cambray Digny nel 1824 che, come informa Federico Fantozzi, lo migliorò internamente e lo destinò a sua abitazione, morendovi il 20 febbraio del 1843, in carica di gonfaloniere di Firenze. Negli anni del Fantozzi era questa la residenza dell'abate Melchiorre Missirini, biografo del Canova. |
|          | 29    | Palazzo Bargagli             | Il grande edificio, per quanto sorto su preesistenze, si presenta attualmente nelle forme assunte nel corso degli interventi ottocenteschi, con una ampia facciata sul corso dei Tintori e un affaccio altrettanto grande sul Lungarno delle Grazie. Occupato a lungo da uffici comunali, ospita attualmente, tra l'altro, la sede della Confcommercio Firenze. |
|          | 30    | Palazzo                      | Il palazzo mostra in facciata cinque assi sviluppati su due piani, mentre al piano terra spiccano un portale ad arco e uno, più ampio e carrozzabile, di forma analoga, che conduce a un cortile interno. Qui si vedono i resto di un loggiato con archi ribassati, databili stilisticamente al XVII secolo. |
|          | 33    | Casa dell'eremo di Camaldoli | L'edificio, dal carattere modesto anche se vivacizzato nel suo disegno d'insieme dallo sviluppo che mostra sulla volta dei Tintori, era nel Settecento tra le proprietà che il sacro eremo di Camaldoli aveva in questa zona, come indica lo scudo presente sull'arco dell'ingresso carrabile terreno, con l'insegna costituita da due pavoni che bevono dallo stesso calice, significativa anche per la qualità del rilievo. Dal 1914 l'immobile ha ospitato la Camera del lavoro, e come sede di questa è ricordato da Vasco Pratolini in Metello. Dal 1921 al 1937 è stato sede della Federazione provinciale dei Sindacati fascisti e Sindacati Comunali Riuniti. L'edificio offre l'attuale accesso all'ex-Teatro dei Concordi |
|          | 35    | Ex-teatro dei Concordi       | Qui è documentata la presenza di un teatro fin dalla seconda metà del Seicento (le prime recite attestate sono tra il 1675 e il 1678), che sarebbe stato costruito dall'Accademia degli Imperfetti, poco dopo passato a quella dei Cadenti, e dove avrebbe recitato anche il giovane Giovan Battista Fagiuoli. Passato successivamente all'Accademia degli Ingegnosi è documentato nella sua dimensione settecentesca da una serie di dettagliati rilievi (piante e alzati) conservati presso l'Archivio di Stato di Praga e resi noti da Luigi Zangheri. Dal 1839 fino al 1850 è stato denominato Teatro dei Concordi, e come tale ricordato da Federico Fantozzi che lo diceva capace di trecento spettatori e allestito nella casa di proprietà dei signori Catanzaro. Nel 1850 passò all'Accademia Filodrammatica dei Fidenti, venendo poi occupato per due anni dal Ginnasio Drammatico come scuola privata di recitazione. Dal 1914 fu sede della locale Camera del Lavoro. |
|          | 41    | Casa dell'eremo di Camaldoli | Si tratta di una casa a schiera con il prospetto organizzato su due assi per tre piani. Sul fronte, a documentare parte della sua storia, sono due scudi: il primo fortemente abraso ma che sembra abbia un tempo recato l'insegna francescana (due braccia incrociate, l'una nuda l'altra vestita alla francescana, uscenti da una nube e sostenenti all'incrocio una croce latina di legno), il secondo, posto a definire la chiave di volta dell'arco dell'accesso carraio, con l'insegna del sacro eremo di Camaldoli (due pavoni che bevono allo stesso calice). Di quest'ultima proprietà è conferma nell'iscrizione che corre ai lati della cornice dell'accesso, e che reca la data 1707. Una simile insegna è presente sulla facciata della casa al numero civico 33. |
|          | s.n.  | Museo Horne                  | L'angolo con via de' Benci è occupato dal palazzo Corsi, sede del Museo Horne, appartenuto anche agli Alberti. Fu scelto dall'antiquario inglese Herbert Percy Horne per sistemarvi la sua straordinaria collezione che ricrea una casa fiorentina del Rinascimento, completa del mobilio e delle suppellettili quotidiane. Lasciato in eredità al Comune di Firenze oggi è un museo pubblico. |
|          | s.n.  | Palazzo Mancini              | La possente fabbrica, voluta da Benedetto degli Alberti e già terminata nella sua originaria configurazione nel 1378, è da considerare, tra le molte proprietà della famiglia nella zona, quella "di maggior visibilità per collocazione, estensione e disegno architettonico" (Brenda Preyer). Della sua antica storia bene documentano la muratura a conci del piano terreno e i poderosi pilastri di pietra forte del cortile, propri dell'architettura fiorentina trecentesca, mentre per il resto i fronti mostrano chiari segni degli interventi successivi, evidenziando le molteplici sovrapposizioni che nei secoli hanno ridisegnato gli affacci. Dagli Alberti la proprietà passò, nel corso del tempo, ai Rossi, ai Conti di San Secondo, ai Barbolani da Montauto e ai Mancini. Tra Settecento e Ottocento furono apportate significative modifiche agli interni, con notevoli decorazioni pittoriche tra le quali è da segnalare una ampia galleria affrescata. All'Ottocento risale anche la costruzione della loggia sul tetto, con affacci verso via de' Benci e verso corso dei Tintori. |